# Sandro Cavegn
Sandro Cavegn (* 3. September 1984) ist ein ehemaliges Schweizer Model und ehemaliger Fernsehdarsteller. Er war der Mister Schweiz des Jahres 2012. Cavegn wurde am 25. August 2012 in der Maag Halle in Zürich zum Mister Schweiz 2012 gewählt.
Cavegn wuchs am Zürichsee als Einzelkind auf. Da Cavegns Eltern aus dem Kanton Graubünden stammen, spricht er auch Romanisch.
Er setzte sich im Wettbewerb gegen elf weitere Kandidaten durch. Cavegn war zum Zeitpunkt der Mister-Schweiz-Wahl stellvertretender Geschäftsführer einer Pizzakette. Kritik rief die Werbeaktion seiner Pizzakette hervor, die jeder ausgelieferten Pizza ein Flugblatt mit Foto und seiner Startnummer beigelegt und dazu Gewinne in Höhe von 20’000 Franken ausgelobt hatte. In der Öffentlichkeit wurde darüber spekuliert, dass er sich so einen unrechtmäßigen Vorteil verschafft habe. Jurymitglied Paloma Würth hielt entgegen, ihm habe die Werbekampagne «mehr geschadet als genutzt, obwohl er es gar nicht nötig hatte». Cavegn erklärte, «Ich glaube schlussendlich geht es nicht darum wer den schönsten Body, sondern wer am meisten Leute mobilisieren kann und das habe ich geschafft.»
Cavegn erhielt nach seiner Wahl Werbeaufträge als Model; ein erster professioneller Fototermin fand kurz nach seiner Wahl zum Mister Schweiz statt. Als Botschafter und Werbeträger wurde er unter anderem von der Schweizer Ferienfluggesellschaft Edelweiss Air gebucht.
Ab Januar 2013 war Cavegn Hauptdarsteller der Doku-Soap Mister Pizza bei dem privaten Schweizer Fernsehsender Joiz. Er war in der Doku-Soap als Pizzabäcker unterwegs, lieferte aus und warf einen Blick in fremde Wohnungen. Die Wahl zu Mister Schweiz 2013 fiel aus wirtschaftlichen Gründen aus, somit endete seine Amtszeit am 26. August 2013.
Cavegn lebt in Rapperswil SG. Cavegn erklärte im August 2013 in einem Interview, dass er sich nach Ablauf seiner Amtszeit wieder ins Privatleben zurückziehen wolle. Zum Ende von Cavegns Amtszeit strahlte das Schweizer Fernsehen Anfang September 2013 eine halbstündige Dokumentation über sein Amtsjahr aus; darin wurden Cavegn und Renzo Blumenthal (Mister Schweiz 2005) gegenübergestellt.